# Kickdistance

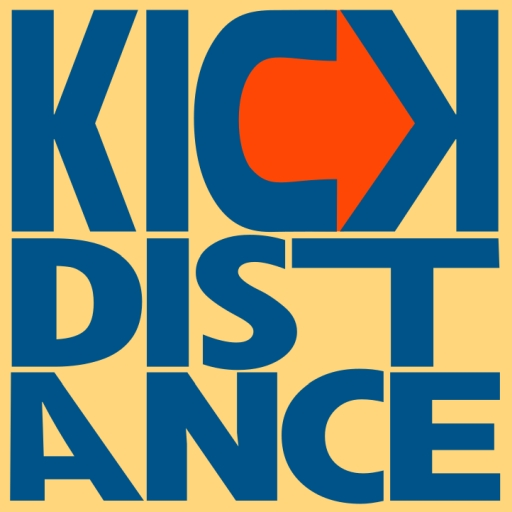
Kickdistance Logo

Das Kickdistance ist das längste Tretroller-Rennen der Welt und findet seit 2018 jährlich statt. Die Streckenlänge dieses Ein-Etappen-Rennens beträgt rund 600 Kilometer. Die Karenzzeit hängt von der Streckenlänge und den Höhenmetern ab und liegt meist bei 50 Stunden. Veranstaltet wird es vom Tretroller und Tretschlitten Verband Österreich (TTVÖ).
Die Fahrerinnen und Fahrer müssen vom Veranstalter vorgegebene Kontrollpunkte queren. Die Wahl der Route zwischen diesen Kontrollpunkten ist ihnen freigestellt. Da das Rennen auf öffentlichen Straßen stattfindet, haben sich die Teilnehmenden an die Straßenverkehrsordnungen der jeweiligen Länder zu halten. Rechtlich ist der Renntretroller dem Rennrad meist gleichgestellt. Somit werden die für Fahrräder geltenden Vorschriften und Gesetze auf den Tretroller angewandt. Kickdistance ist ein Rennen, bei dem Betreuerteams und Windschattenfahren erlaubt sind.

## Geschichte
2018 fand das erste Kickdistance als eine Art Experiment statt. Angelehnt an die Distanzradfahrt Wien-Berlin von 1893 testete Guido Pfeiffermann, ob man die 582,5 Kilometer mit dem Tretroller entlang der Originalroute fahren könne. Ein Jahr später war Kickdistance 2019 eingebettet im traditionellen Radmarathon Styrkeprøven. Die Strecke von Trondheim nach Oslo war demnach vorgegeben. Am Start waren eine Tretrollerfahrerin und drei Tretrollerfahrer, wobei nur zwei Fahrer das Ziel erreichten und David Pašek als Sieger hervorging. Pandemiebedingt fanden von 2020 bis 2022 keine Kickdistance statt. 2023 wurde abermals von Wien nach Berlin getretrollert. Am Start waren eine Tretrollerfahrerin und sieben Tretrollerfahrer. Nicht alle kamen ins Ziel. Die Besonderheit war, dass es neben der Ziellinie auch eine „Zwischen-Ziellinie“ nach 582,5 km gab, um einen Punkt zu haben, an dem die Streckenlänge exakt gleich lang war wie jene der Distanzradfahrt von 1893. Der Sieger von Kickdistance 2023, Michal Veselský, war mit dem Tretroller deutlich schneller als Josef Fischer, der Sieger von 1893 mit dem Fahrrad. Veselský benötigte für diesen Abschnitt 30:03:36 (Fischer 31:00:22,4).
Kickdistance 2024 führte von Mailand nach München und zwar angelehnt an das erste Rennen Mailand-München von 1894. Im Jahre 1894 hieß der Sieger abermals Josef Fischer und er benötigte 29:32:30 für die 590,4 Kilometer. Diesen Wert galt es zu schlagen. Am Start waren zwei Tretrollerfahrerinnen und fünf Tretrollerfahrer. In den ersten 200 Kilometern sah es so aus, als würde Andreas Böhm aus Deutschland die Zeit unterbieten können. Böhm, der Silber bei Kickdistance 2023 holte, fuhr dieses Mal supported, um schnellstmöglich zu finishen. Leider musste er wegen unglücklicher Umstände das Rennen vorzeitig nach 333 Kilometern beenden. Sieger wurde David Pašek, der seinen Erfolg von 2019 wiederholen konnte. Erstmals bei Kickdistance finishte eine Frau, mehr noch, es finishten gleich zwei Frauen ex aequo, nämlich Barbora Horsáková und Markéta Štefanová.
Die historische Vorgabe zu Kickdistance 2025 ist das erste Rennen Bordeaux-Paris aus dem Jahre 1891. 26:34:57 von George Pilkington Mills aus dem Jahre 1891 gilt es zu schlagen.

## Strecke und Sieger
| Jahr | Start       | Ziel        | Distanz     | Höhenmeter  | Schnellster Fahrer | Zeit        | Schnellste Fahrerin                                | Zeit        |
| ---- | ----------- | ----------- | ----------- | ----------- | ------------------ | ----------- | -------------------------------------------------- | ----------- |
| 2018 | Wien        | Berlin      | 591,4 km    | 4042 hm     | Guido Pfeiffermann | 38:53:27    | –                                                  | –           |
| 2019 | Trondheim   | Oslo        | 538,9 km    | 4491 hm     | David Pašek        | 33:31:48    | –                                                  | –           |
| 2020 | (entfallen) | (entfallen) | (entfallen) | (entfallen) | (entfallen)        | (entfallen) | (entfallen)                                        | (entfallen) |
| 2021 | (entfallen) | (entfallen) | (entfallen) | (entfallen) | (entfallen)        | (entfallen) | (entfallen)                                        | (entfallen) |
| 2022 | (entfallen) | (entfallen) | (entfallen) | (entfallen) | (entfallen)        | (entfallen) | (entfallen)                                        | (entfallen) |
| 2023 | Wien        | Berlin      | 598,0 km    | 4186 hm     | Michal Veselský    | 31:14:23    | –                                                  | –           |
| 2024 | Mailand     | München     | 589,2 km    | 2927 hm     | David Pašek        | 41:58:20    | Barbora Horsáková Markéta Štefanová                | 47:58:01    |
| 2025 | Bordeaux    | Paris       | 598,7 km    | 4039 hm     | Andreas Böhm       | 30:03:22    | Barbora Horsáková Veronika Spáčilová Mína Vršanová | 47:20:00    |
| 2026 | Budapest    | Prag        |             |             |                    |             |                                                    |             |

Distanzen und Höhenmeter sind Ergebnisse der GPS-Daten der jeweiligen Gesamtsieger.